# Knossington
Knossington är en by i civil parish Knossington and Cold Overton, i distriktet Melton, i grevskapet Leicestershire i England. Byn är belägen 12 km från Melton Mowbray. Civil parish hade 252 invånare år 1931. Byn nämndes i Domedagsboken (Domesday Book) år 1086, och kallades då Closin/Nossitone.